# Iværksætterselskab
Et iværksætterselskab, forkortet IVS, er et reguleret kapitalselskab. Det er meningen at denne selskabstype skal være en afløser for den type der betegnedes Selskab med begrænset ansvar (SMBA), der efter 1. januar 2014 ikke længere kunne registreres, men allerede i 2019 ophørte muligheden for stiftelse af iværksætterselskaber. Allerede oprettede iværsætterselskaber skal være omregistreret til en anden selskabstype inden den 15. oktober 2021.
På mange måder kan et iværksætterselskab betragtes som et "mini-anpartselskab", idet at samme regler og lovgivning som udgangspunkt gælder for begge typer. Der er dog enkelte men vigtige forskelle på de to typer:
- Kravet til indskud i et IVS er mindst 1 kr. og maks. 49.999 kr. ved stiftelsen, mens der i et anpartselskab (ApS) efter nye regler pr. 1. januar 2014 skal indskydes mindst 50.000 kr.
- Det koster dog 670.- kroner at registrere et iværksætterselskab uanset kapitalindskuddets størrelse.[2]
- For både anpartselskaber og aktieselskaber gælder det at der kan foretages apportindskud, hvilket vil sige indskud af kapital i form af andre værdier end penge, f.eks. bygninger, køretøjer eller andet. Men for et IVS gælder det, at der ved stiftelsen kun kan indskydes kontanter.
- Mindst 25 pct. af overskuddet i et IVS skal anvendes til opsparing i selskabet og en særlig reserve til overskuddet, indtil de opsparede overskud udgør mindst 50.000 kr. Herefter kan selskabet omregistreres til et "normalt" anpartselskab, men det er ikke noget fast krav.

Ved et IVS gælder de samme regler omkring et forsvarligt kapitalberedskab og et ansvar placeret hos ledelsen som ved et ApS.